# Белопятнистая кошачья акула
Белопятнистая кошачья акула (лат. Chiloscyllium plagiosum) — вид акул род азиатских кошачьих акул одноимённого семейства отряда воббегонгообразных. Эти акулы обитают в Индийском океане и Тихом океане на глубине до 18 м. Максимальный зарегистрированный размер 95 см. У этих акул удлинённое тело коричневого цвета, покрытое тёмными полосами и белыми пятнышками. Рацион состоит из костистых рыб и беспозвоночных. Они размножаются, откладывая яйца. Хорошо уживаются в неволе. Являются объектом коммерческого рыбного промысла.

## Таксономия
Впервые вид научно описан в 1830 году. Позднее белопятнистые кошачьи были признаны синонимом мадагаскарских кошачьих акул. Однако встречаются только в водах Мадагаскара отличаются от белопятнистых кошачьих акул размером спинного плавника, длиной рыла, окраской и, возможно, шириной рта. Решение по этому вопросу находится в стадии рассмотрения. Видовое название происходит от слов лат. plaga — «полоса» и лат. osus — «полный (чего-либо)».

## Ареал
Белопятнистые кошачьи акулы обитают в восточной части Индийского океана и в западной части Тихого океана. Они распространены в водах КНР, Индии, Индонезии, Малайзии, Филиппин, Сингапура, Шри-Ланки, Тайваня, Таиланда и Вьетнама. Эти акулы встречаются на коралловых рифах на глубине до 18 м.

## Описание
У белопятнистых кошачьих акул довольно плотное цилиндрическое с латеральными выступами, перед и между спинными плавниками имеются выступы, расположенные дорсально. Рыло закруглённое, в профиль коническое. Глаза расположены дорсолатерально. Длина глаза составляет 1,4—2,2 % длины тела. Позади глаз имеются брызгальца. Жаберные щели маленькие. Ноздри обрамлены усиками. Внешний край назальных выходных отверстий окружён складками и бороздками. Нижние и верхние зубы не имеют чётких различий, оснащены центральным остриём и несколькими латеральными зубчиками.
Расстояние от кончика рыла до грудных плавников равно 15—19,4 % длины тела. Грудные и брюшные плавники довольно крупные, широкие и закруглённые. Первый спинной плавник чуть больше второго. Шипы у их основания отсутствуют. Расстояние между их основаниями небольшое, сопоставимо с длиной основания первого спинного плавника и равно 9,3—11,6 % длины тела. Основание первого спинного плавника расположено позади основания брюшных плавников. Высота первого и второго спинных плавников равна 5,4—7,3 % и 4,7—6,8 % длины тела соответственно. Основание длинного, невысокого и килеобразного анального плавника расположено позади основания второго спинного плавника. Длина основания анального плавника менее чем в 6 раз превышает его высоту. Расстояние от кончика рыла до анального отверстия составляет 31,1—35,1 % длины тела. Дистанция между анальным отверстием и кончиком хвостового плавника равна 61,8—67,1 % длины тела. Хвостовой плавник асимметричный, верхняя лопасть не возвышается над апексом туловища, у её края имеется вентральная выемка. Нижняя лопасть неразвита. Латеральные кили и прекаудальная ямка на хвостовом стебле отсутствуют. Общее число позвонков 161—185. Количество витков спирального кишечного клапана колеблется от 16 до 17. Коричневое тело покрыто многочисленными белыми пятнышками. У молодых акул имеются седловидные полосы, которые с возрастом бледнеют. В неволе были случаи рождения альбиносов.

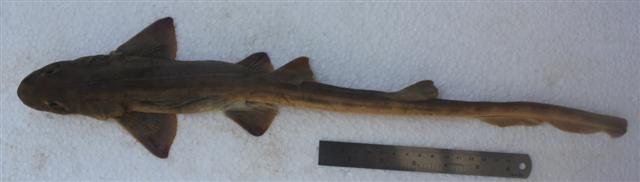
Персидская кошачья акула (вид сверху)

## Биология
Белопятнистые кошачьи акулы ведут ночной образ жизни, днём они прячутся внутри подводных расщелин и пещер. А ночью охотятся. Их рацион состоит из костистых рыб и беспозвоночных. Они размножаются, откладывая яйца. За размножением белопятнистых кошачьих акул удалось понаблюдать в неволе. С весны по лето каждые 6—7 дней самки откладывают по 2 яйца, заключённых в капсулы. Зимой и весной перерыв между кладками составляет 6 дней. Период развития эмбрионов в яйцах составляет от 110 до 135 дней (в среднем 128,5). Длина новорожденных около 16,6 см. Максимальная продолжительность сезона кладки составляла 87 дней, за это время одна самка отложила 26 яиц, из которых 11 оказались бесплодными. Максимальная зарегистрированная длина 95 см (самки) и 83 см (самцы). Половая зрелость самцов и самок наступает при достижении длины 50—83 см и 95 см соответственно.
Одна самка белопятнистой кошачьей акулы, живущая в публичном аквариуме Belle Isle Aquarium и не имевшая контактов с самцами в течение 6 лет, произвела на свет 3 детёнышей. Согласно нескольким теориям, объясняющим этот случай, у самки были как женские, так и мужские репродуктивные органы; она была способна удерживать сперму самца долгое время или она отложила яйца без участия спермы (этот процесс называется партеногенез).

## Взаимодействие с человеком
Белопятнистые кошачьи акулы подходят для содержания в частных аквариумах. Вид представляет незначительный интерес для коммерческого рыбного промысла. Мясо и плавники используют в пищу. Наибольшую опасность для популяции белопятнистых кошачьих акул представляет ухудшение условий среды обитания, в частности, разрушение рифов. Международный союз охраны природы присвоил этому виду статус сохранности «Близкий к уязвимому положению».